# 2Pacalypse Now
2Pacalypse Now – debiutancki album amerykańskiego rapera Tupaca Shakura. Ogólnoświatowa premiera odbyła się 12 listopada 1991.
Płyta opisywała w większości przemoc pomiędzy czarną młodzieżą a policją, wywodzącą się z kultury gangów Los Angeles. Wiceprezydent Dan Quayle skrytykował album za zachęcanie do przemocy i zabijania policjantów oraz brak szacunku dla kobiet. 2Pacalypse Now był promowany singlami: „Trapped”, „Brenda’s Got a Baby” oraz „If My Homie Calls”.
W kwietniu 1995 nagrania uzyskały certyfikat złotej płyty za sprzedaż ponad 500 tys. sztuk w Stanach Zjednoczonych.
Utwór „I Don’t Give a Fuck” został wykorzystany w grze komputerowej Grand Theft Auto: San Andreas w fikcyjnym radiu Radio Los Santos.

## Lista utworów
| #  | Tytuł                      | Goście            | Producent                | Czas |
| -- | -------------------------- | ----------------- | ------------------------ | ---- |
| 1  | „Young Black Male”         |                   | Big D the Impossible     | 2:35 |
| 2  | „Trapped”                  | Shock G           | The Underground Railroad | 4:44 |
| 3  | „Soulja’s Story”           |                   | Live Squad               | 5:05 |
| 4  | „I Don’t Give a Fuck”      | DJ Pogo           | Raw Fusion               | 4:20 |
| 5  | „Violent”                  |                   | Big D the Impossible     | 6:25 |
| 6  | „Words of Wisdom”          |                   | Shock G                  | 4:54 |
| 7  | „Something Wicked”         | Pee Wee           | Pee Wee                  | 2:28 |
| 8  | „Crooked Ass Nigga”        | Stretch           | Live Squad               | 4:17 |
| 9  | „If My Homie Calls”        |                   | Shock G                  | 4:18 |
| 10 | „Brenda’s Got a Baby”      | Dave Hollister    | The Underground Railroad | 3:55 |
| 11 | „Tha’ Lunatic”             | Stretch           | Live Squad               | 3:29 |
| 12 | „Rebel of the Underground” | Shock G           | Shock G                  | 3:17 |
| 13 | „Part Time Mutha”          | Angelique & Poppi | Jeremy                   | 5:14 |

## Single
| Informacje o singlu                                                                      |
| ---------------------------------------------------------------------------------------- |
| „Brenda’s Got a Baby” - Data wydania: 9 października, 1991 - B-side: „If My Homie Calls” |
| „Trapped” - Data wydania: 25 września, 1992 - B-side: „The Lunatic”                      |
| „If My Homie Calls” - Data wydania: 20 grudnia, 1991 - B-side: „Brenda’s Got a Baby”     |

## Notowania
Album
| Rok  | Najwyższa pozycja | Najwyższa pozycja      |
| Rok  | Billboard 200     | Top R&B/Hip-Hop Albums |
| ---- | ----------------- | ---------------------- |
| 1992 | 64                | 13                     |

Single
| Rok  | Tytuł                                   | Najwyższa pozycja     | Najwyższa pozycja |
| Rok  | Tytuł                                   | Hot R&B/Hip-Hop Songs | Hot Rap Tracks    |
| ---- | --------------------------------------- | --------------------- | ----------------- |
| 1992 | "Brenda's Got a Baby/If My Homie Calls" | 23                    | 3                 |